# فيليب شيبا
فيليب شيبا (بالصربية: Филип Шепа) مواليد 6 يونيو 1990 في بلغراد، جمهورية صربيا الاشتراكية، هو لاعب كرة سلة صربي. بدأ مسيرته الاحترافية في سنة 2008. يحمل الرقم 15.

## المسيرة الاحترافية
لعب مع نادي ريد ستار لكرة السلة في موسم 2008–2009، ثم لعب مع نادي رادنيتشكي كراغوييفاتس لكرة السلة في موسم 2009–2010، ثم لعب مع كاربوش سوكولي في موسم 2015–2016.

## روابط خارجية
- فيليب شيبا على موقع كرة السلة الأوروبية.كوم (الإنجليزية)
- فيليب شيبا على موقع ريلجم (الإنجليزية)
- فيليب شيبا على موقع بروبوليرز (الإنجليزية)